# Hipoteza Kurepy
Hipoteza Kurepy, KH (od ang. Kurepa hypothesis) – zdanie teorii mnogości postulujące istnienie obiektów nazywanych drzewami Kurepy. Jest ono niezależne od standardowych aksjomatów ZFC (nie można go udowodnić ani obalić na gruncie tych aksjomatów).

## Definicje
Drzewo to częściowy porządek {\displaystyle (T,\sqsubseteq )} o własności: dla każdego {\displaystyle t\in T} zbiór {\displaystyle \{s\in T\colon s\sqsubset t\}} jest dobrze uporządkowany (przez relację {\displaystyle \sqsubseteq }). Niech {\displaystyle (T,\sqsubseteq )} będzie drzewem. Wysokością {\displaystyle \mathrm {ht} (t)} elementu {\displaystyle t} w drzewie {\displaystyle T} nazywa się typ porządkowy zbioru {\displaystyle \{s\in T\colon s\sqsubset t\}.} Dla każdej liczby porządkowej {\displaystyle \alpha } definiuje się {\displaystyle \alpha }-ty poziom drzewa {\displaystyle T} jako zbiór
{\displaystyle \mathrm {Lev} _{\alpha }(T)=\{t\in T\colon \mathrm {ht} (t)=\alpha \}.}
Drzewo {\displaystyle (T,\sqsubseteq )} spełniające
- {\displaystyle \mathrm {Lev} _{\alpha }(T)\neq \varnothing } dla każdej przeliczalnej liczby {\displaystyle \alpha <\omega _{1},} ale {\displaystyle \mathrm {Lev} _{\omega _{1}}(T)=\varnothing }

oraz
- {\displaystyle (\forall \alpha <\omega _{1})(|\mathrm {Lev} _{\alpha }(T)|<\omega _{1})}

nazywa się drzewem {\displaystyle \omega _{1}.}
Jeżeli {\displaystyle (T,\sqsubseteq )} jest drzewem {\displaystyle \omega _{1},} to łańcuch {\displaystyle C\subseteq T} nazywa się gałęzią w drzewie {\displaystyle T,} jeśli
{\displaystyle (\forall \alpha <\omega _{1})(C\cap \mathrm {Lev} _{\alpha }(T)\neq \varnothing ).}
Drzewo Kurepy to drzewo {\displaystyle \omega _{1}} {\displaystyle (T,\sqsubseteq ),} w którym istnieją przynajmniej gałęzie {\displaystyle \omega _{2}.} Hipotezą Kurepy nazywa się zdanie stwierdzające, że „istnieje drzewo Kurepy”.

## Własności
- Wzmocnienie {\displaystyle \diamondsuit ^{+}} diamentu Jensena implikuje KH. Zatem hipoteza Kurepy jest spełniona w uniwersum konstruowalnym L.
- Jeśli istnieje liczba nieosiągalna, to pewne pojęcie forsingu forsuje ¬KH (negacja KH). Zatem jeśli niesprzeczna jest teoria ZFC + „istnieje liczba nieosiągalna”, to niesprzeczne jest również ZFC + ¬KH.
- Powyżej liczba nieosiągalna jest niezbędna, gdyż ¬KH pociąga nieosiągalność {\displaystyle \omega _{2}} w L.